# Cliffard D. Carlson
Cliffard Dale Carlson (* 30. Dezember 1915 in Aurora, Illinois; † 28. August 1977 in Dixon, Illinois) war ein US-amerikanischer Politiker. In den Jahren 1972 und 1973 vertrat er den Bundesstaat Illinois im US-Repräsentantenhaus.

## Leben
Cliffard Carlson besuchte die öffentlichen Schulen seiner Heimat und danach das North Central College in Naperville. Anschließend studierte er bis 1939 an der University of New Mexico. In den folgenden Jahren gehörte er der Reserve der United States Navy an. Später arbeitete er im Handwerk. Gleichzeitig schlug er als Mitglied der Republikanischen Partei eine politische Laufbahn ein. In den Jahren 1960, 1964 und 1968 war er Delegierter zu den jeweiligen Republican National Conventions. Außerdem gehörte er dem Staatsvorstand der Republikaner in Illinois an.
Nach dem Rücktritt der Abgeordneten Charlotte Thompson Reid wurde Carlson bei der fälligen Nachwahl für den 15. Sitz als deren Nachfolger in das US-Repräsentantenhaus in Washington, D.C. gewählt, wo er am 4. April 1972 sein neues Mandat antrat. Da er bei den regulären Kongresswahlen des Jahres 1972 nicht mehr kandidierte, konnte er bis zum 3. Januar 1973 nur die laufende Legislaturperiode im Kongress beenden.
Im Jahr 1974 bewarb sich Carlson erfolglos um die Rückkehr in den Kongress. Er starb am 28. August 1977 in Dixon.